# لیک میشیگان بیچ (میشیگان)
لیک میشیگان بیچ (به انگلیسی: Lake Michigan Beach) یک منطقهٔ مسکونی در ایالات متحده آمریکا است که در شهرستان برین، میشیگان واقع شده‌است. لیک میشیگان بیچ ۱۰٫۲ کیلومتر مربع مساحت و ۱٬۲۱۶ نفر جمعیت دارد و ۲۰۲ متر بالاتر از سطح دریا واقع شده‌است.